# کبرا ورده
کبرا ورده (انگلیسی: Cobra Verde) فیلمی درام به کارگردانی ورنر هرتسوک است که در سال ۱۹۸۷ منتشر شد. این فیلم در کشورهای برزیل، کلمبیا و غنا فیلمبرداری شد و آخرین همکاری هرتسوک و کلاوس کینسکی به شمار می‌رود.

## بازیگران
- کلاوس کینسکی
- پیتر برلینگ
- بنیتو استفانلی